# Oxhagen, Örebro

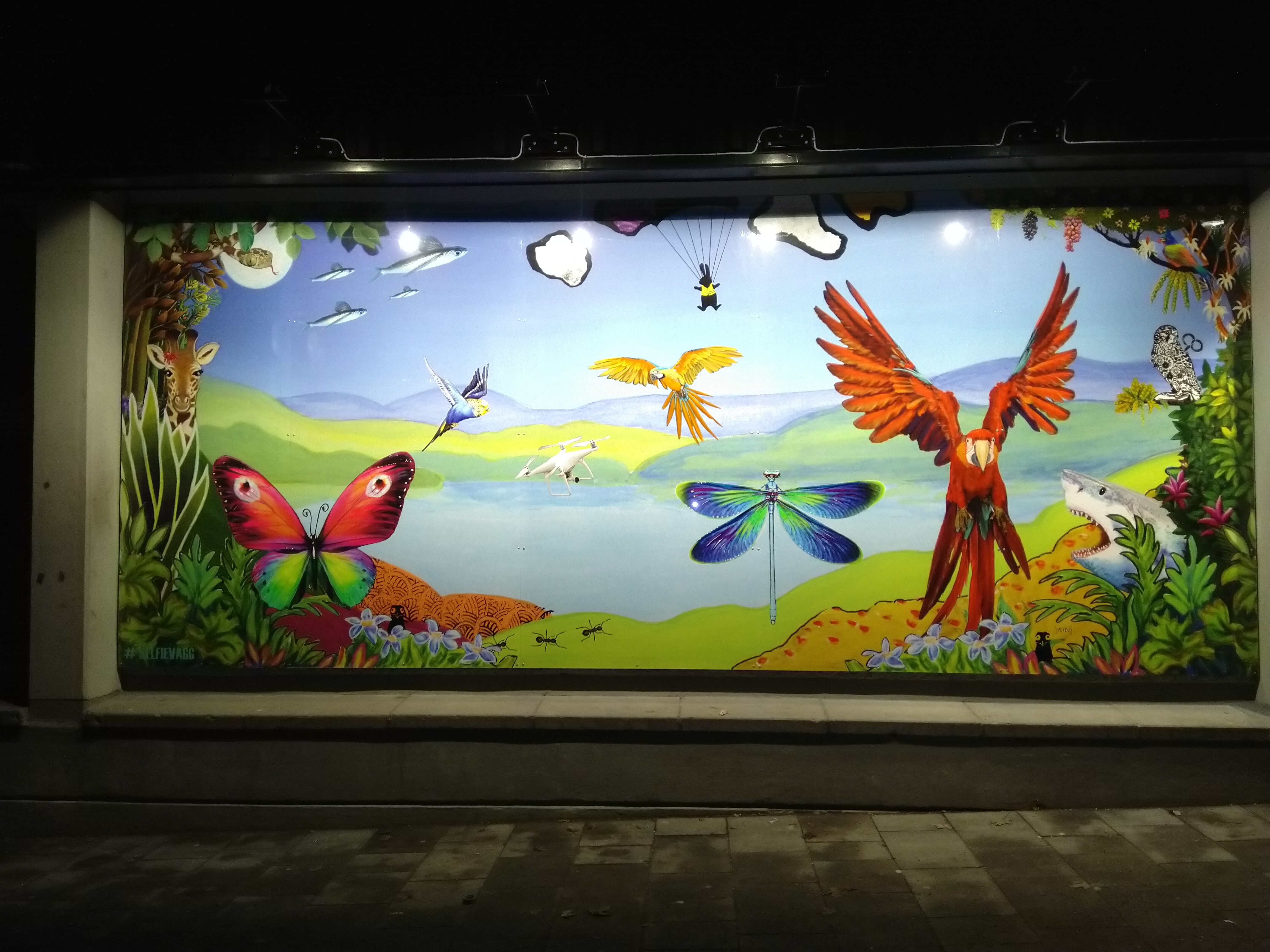
Oxhagen Centrum.

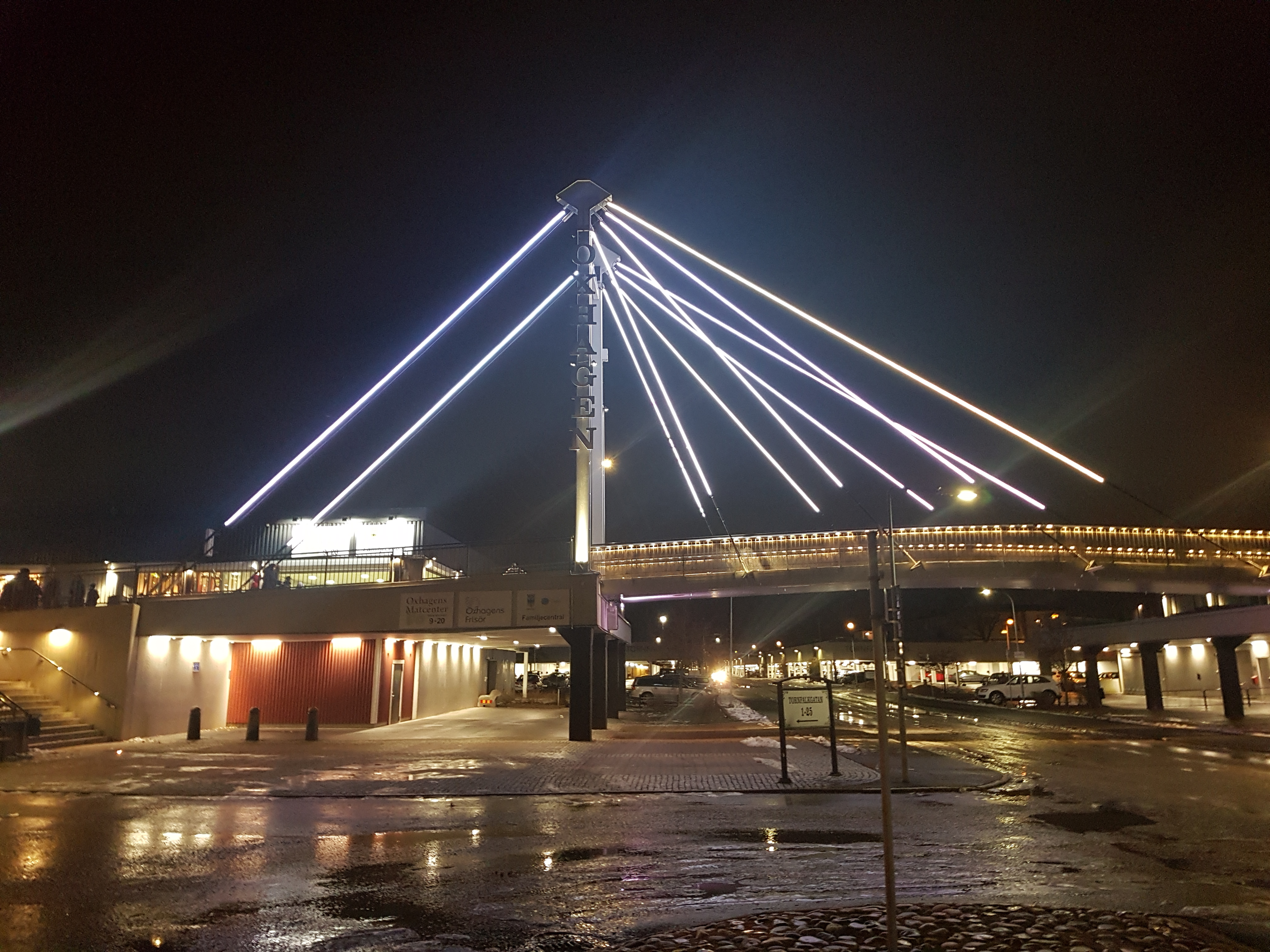
Oxhagen.

Oxhagen är en stadsdel väster om Örebros stadskärna, före 1937 tillhörande Längbro landskommun. Namnet syftar på att här förr fanns en oxhage tillhörande Karlslunds herrgård. Området begränsas av motorvägen (E18/E20) i öst, Karlslundsgatan i syd, Björkhaga, Varberga och Varbergaskogen i norr och Karlslundsskogen och Längbro kyrka i väster. Från Oxhagen är det nära till Varbergaskogen, Karlslunds herrgård och Hästhagen.

## Tornfalkgatan
Det ursprungliga Oxhagen utgörs av det kommunala bostadsbolaget Örebrobostäders "miljonprogramkvarter" kring Tornfalkgatan.  Området byggdes 1966-67, och består av 2- till 3-vånings flerfamiljshus, fördelade på 16 bilfria gårdar. Husen ritade av arkitekt Jöran Curman. Vid uppförandet av detta område skapade man en för tiden radikal parkeringslösning med bilar i flera plan, till hälften under jord. Husen rustades upp på 1990-talet. Totalt finns 900 lägenheter inom området.

## Fågelgatorna
Väster om Tornfalkgatan ligger Örebrobostäders område Grönsångaregatan med 140 radhus om 3-4 rum och kök. Norr om Grönsångaregatan, närmare Björkhaga ligger ett område med enfamiljshus i privat ägo.

## Utsatt område
Oxhagen är ett av områdena som polisen klassificerat som utsatt område.